# ياستورا سادو
ياسُتورا سادو (茶渡泰虎 سادو ياسُتورا) (لقبه تشاد (チャド)) هو شخصية رئيسية في سلسلة المانغا والأنمي بليتش.ولديه قدره خارقه تخرج عندما يدافع عن من يحب.
الأداء الصوتي في الأنمي:
- هيروكي ياسموتو (اليابانية)
- جاميسون برايس (الإنجليزية)